# El Samurai
Pour les articles homonymes, voir Matsuda.
Osamu Matsuda (松田 納, Matsuda Osamu) est un catcheur japonais plus connu à la New Japan Pro Wrestling, sous le nom de El Samurai.

## Carrière
Osamu Matsuda quitte l'école en 1985, et rejoint la New Japan Pro Wrestling dojo. En mars 1991, il part pour Mexico, et adopte la coutume des catcheurs locaux en mettant un masque et se nomme alors El Samurai. Il retourne à la NJPW en 1992, et bat Jushin Liger pour la ceinture IWGP Junior Heavyweight Championship en juin. En 1997, il change de costume et remporte le Best of Super Junior tournament. Plusieurs mois plus tard il bat Liger, et gagne le J-Crown Championship un titre constitué par 7 junior heavyweight championships. En avril 2004, Matsuda adopte un gimmick sans masque toujours sous le nom de El Samuraï face à Osamu Nishimura. En janvier 2005, Matsuda participe à un MUGA-style match face à Shinsuke Nakamura. Matsuda catche toujours dans la NJPW Junior Heavyweight division pendant plusieurs années, il remporte le IWGP Junior tag team title, avec le rookie Ryusuke Taguchi.
Le 1er février 2008,  El Samurai quitte la NJPW après une blessure.
Le 17 février, El Samurai apparait à la All Japan Pro Wrestling, aidant Kaz Hayashi & Shuji Kondo dans leur lutte face à Nosawa Rongai & MAZADA.

## Palmarès et accomplissements
- Michinoku Pro Wrestling 
  - British Commonwealth Junior Heavyweight Championship (1 fois)

- New Japan Pro Wrestling
  - IWGP Junior Heavyweight Championship (2 fois)
  - IWGP Junior Heavyweight Tag Team Championship (2 fois) – avec Jushin Liger (1) et Ryusuke Taguchi (1)
  - J-Crown (1 fois)
  - NWA World Welterweight Championship (1 fois)
  - UWA World Junior Light Heavyweight Championship (2 fois)
  - WWA World Junior Light Heavyweight Championship (2 fois)
  - Best of the Super Juniors (1997)

- Power Slam
  - PS 50 : 1997/11, 1998/21, 2001/34.

- Universal Wrestling Association 
  - UWA World Junior Heavyweight Championship (2 fois)
  - UWA World Middleweight Championship (1 fois)
  - WWF Light Heavyweight Championship (2 fois)

- Wrestle Association "R" 
  - WAR International Junior Heavyweight Tag Team Championship (une fois) – avec Jushin Liger

- Wrestling Observer Newsletter awards 
  - 5 Star Match (1997) vs. Koji Kanemoto le 5 juin
  - Most Improved Wrestler (1992)